# Yannick Borel
Yannick Borel (Pointe-à-Pitre, 5 de novembro de 1988) é um esgrimista francês, campeão olímpico.

## Carreira

### Rio 2016
Yannick Borel representou seu país nos Jogos Olímpicos de Verão de 2016, na espada. Na competição por equipes conquistou a medalha de ouro ao lado de Daniel Jérent, Gauthier Grumier e Jean-Michel Lucenay.